# Bộ cầu phao PMP

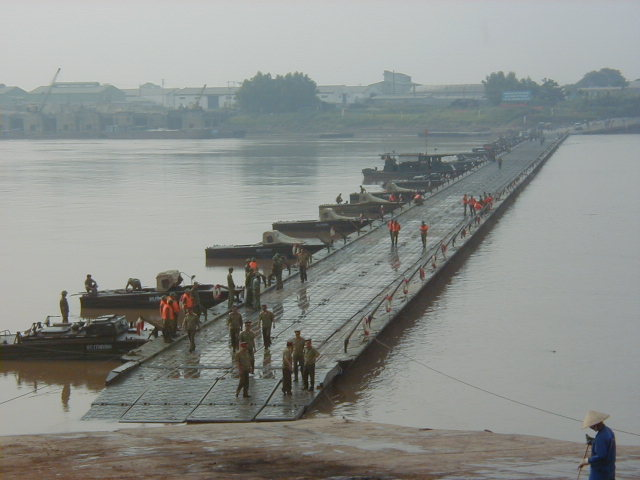
Bộ cầu phao PMP bắc qua sông Hồng tại bến Mễ Sở, giải tỏa ách tắc giao thông phục vụ SEAGAME 22

Bộ cầu phao PMP là bộ cầu phao do Liên Xô chế tạo dùng để bắc cầu hoặc làm phà đảm bảo vượt sông, bộ cầu này đã được trang bị cho quân đội của nhiều quốc gia trên thế giới. Tổng công trình sự bộ cầu PMP Ю.Н. Глазунов.

## Mô tả kỹ thuật
Để bắc cầu dài 227 m và có thể ghép thành phà có tải trọng khác nhau, chiều rộng làn xe 6,5 m. Để bắc bộ cầu này trong điều kiện ban ngày mất 50 phút.
Năm 1954 chế tạo mẫu thử nghiệm đầu tiên, năm 1962 bộ cầu này được trang bị cho quân đội Liên Xô. Trong bộ cầu PMP có 12 ca nô kéo, 32 đốt khơi, 2 vệt chống lầy và 4 đốt phao bờ. Để chuyên chở bộ cầu này phải dùng đến 36 xe tải Kraz-255V.

## Những lần sử dụng ở Việt Nam
Bộ cầu này xuất hiện lần đầu tiên ở Việt Nam vào năm 1979, được trang bị cho quân đội phục vụ huấn luyện và sẵn sàng chiến đấu.
+ Lần đầu tiên: bắc cầu phao PMP qua sông Hồng từ ngày 8 tháng 12 đến ngày 25 tháng 12 năm 1980.
+ Lần thứ 2: Thực hiện từ ngày 15 đến ngày 17 tháng 2 năm 1982, bắc cầu PMP hỗn hợp với cầu TPP, bắc tại Yên Thịnh, PMP dài 227 mét và TPP dài 415 mét.
+ Lần thứ 3: Lắp đặt cầu phao PMP từ ngày 25 tháng 10 năm 2003 đến ngày 18 tháng 5 năm 2004 tại Khuyến Lương. Sử dụng 2,5 bộ cầu PMP thời gian triển khai hết 1 giờ 35 phút nối liền hai bờ. Thời gian sử dụng gần 7 tháng đã đảm bảo cho 600.834 lượt xe ô tô qua cầu.
+ Lần thứ 4: Sau sự cố sập cầu Phong Châu (tỉnh Phú Thọ) vào ngày 9 tháng 9 năm 2024 do hậu quả của bão số 3 đổ bộ lên các tỉnh thành miền Bắc, Lữ đoàn Công binh Vượt sông 249, Binh chủng Công binh và Quân khu 2 đã tiến hành triển khai phương án lắp đặt cầu phao PMP dã chiến để phục vụ nhu cầu đi lại của người dân. Ngày 29 tháng 9, Lữ đoàn Công binh Vượt sông 249 đã hoàn thành việc lắp đặt với chiều dài gần 190m. Đến 12h trưa 6-10, sau khi khảo sát, đánh giá tình hình, nhận thấy lưu lượng nước trên sông Hồng đã đảm bảo ngưỡng an toàn cho phép, Binh chủng Công binh tiếp tục chỉ đạo Lữ đoàn 249 cùng phối hợp với các lực lượng khớp nối lại cầu phao PMP để phục vụ nhu cầu đi lại của người dân. Đến 17h30, cầu phao PMP hoạt động trở lại sau 5 ngày tạm dừng hoạt động do mưa lớn khiến lũ trên sông Thao (dòng chính của sông Hồng) lên nhanh. 